# John Dodson, 1:e baron Monk Bretton
John George Dodson, 1:e baron Monk Bretton, född den 18 oktober 1825, död den 25 maj 1897, var en engelsk politiker. Han var son till den ansedde domaren sir John Dodson och far till John Dodson, 2:e baron Monk Bretton.
Dodson blev 1853 advokat och 1857 medlem av underhuset, där han slöt sig till det liberala partiets mera radikala del och 1865–1872 fungerade som Chairman of Committees och vice talman. Han var augusti 1873–februari 1874 finanssekreterare vid skattkammaren i Gladstones första ministär, inkallades 1880 i den andra som president för Local Government Board med säte i kabinettet och var december 1882–oktober 1884 kansler för hertigdömet Lancaster. År 1884 upphöjdes Dodson till peer som baron Monk Bretton. Av motvilja mot Gladstones home rule-förslag lämnade han 1886 det politiska livet.